# Scherk-Haus
Das Scherk-Haus ist ein ehemaliges Fabrikgebäude und das einzige Industriegebäude in der Ortslage Südende des Berliner Ortsteils Steglitz im Bezirk Steglitz-Zehlendorf.
Heute dient es dem Institut für Pharmazie der FU Berlin als Domizil. Das Gebäude steht unter Denkmalschutz.

## Lage
Das Gebäude steht in der Kelchstraße 31, unweit des S-Bahnhofs Südende im spitzen Winkel zwischen den Gleisanlagen der Anhalter Bahn und der Dresdener Bahn.

## Baubeschreibung
Das Gebäude wurde zwischen 1926 und 1927 als zeittypischer roter Klinkerbau errichtet. Architekt war der Hamburger Fritz Höger. Jedoch wurde nur ein kleiner Teil (etwa ein Viertel) der von Höger geplanten Anlage ausgeführt. Die ursprüngliche Planung Högers sah eine starke Gliederung der Baukörper vor, durch die ein kubischer Gesamteindruck erreicht werden sollte.
Der tatsächlich ausgeführte Bauzustand zeigt sich streng symmetrisch. Zwei vorspringende Trakte umschließen einen verglasten Mittelbau. Dunkelrote Klinker mit auffälligem Zackenmuster bekrönten zur Bauzeit das oberste Geschoss und zogen sich als diagonales Raster über die Gebäudeflächen hin. Beim Wiederaufbau nach dem Zweiten Weltkrieg wurde jedoch auf diese Ziermuster verzichtet, wodurch der Gesamteindruck des Gebäudes beeinträchtigt ist.

## Geschichte

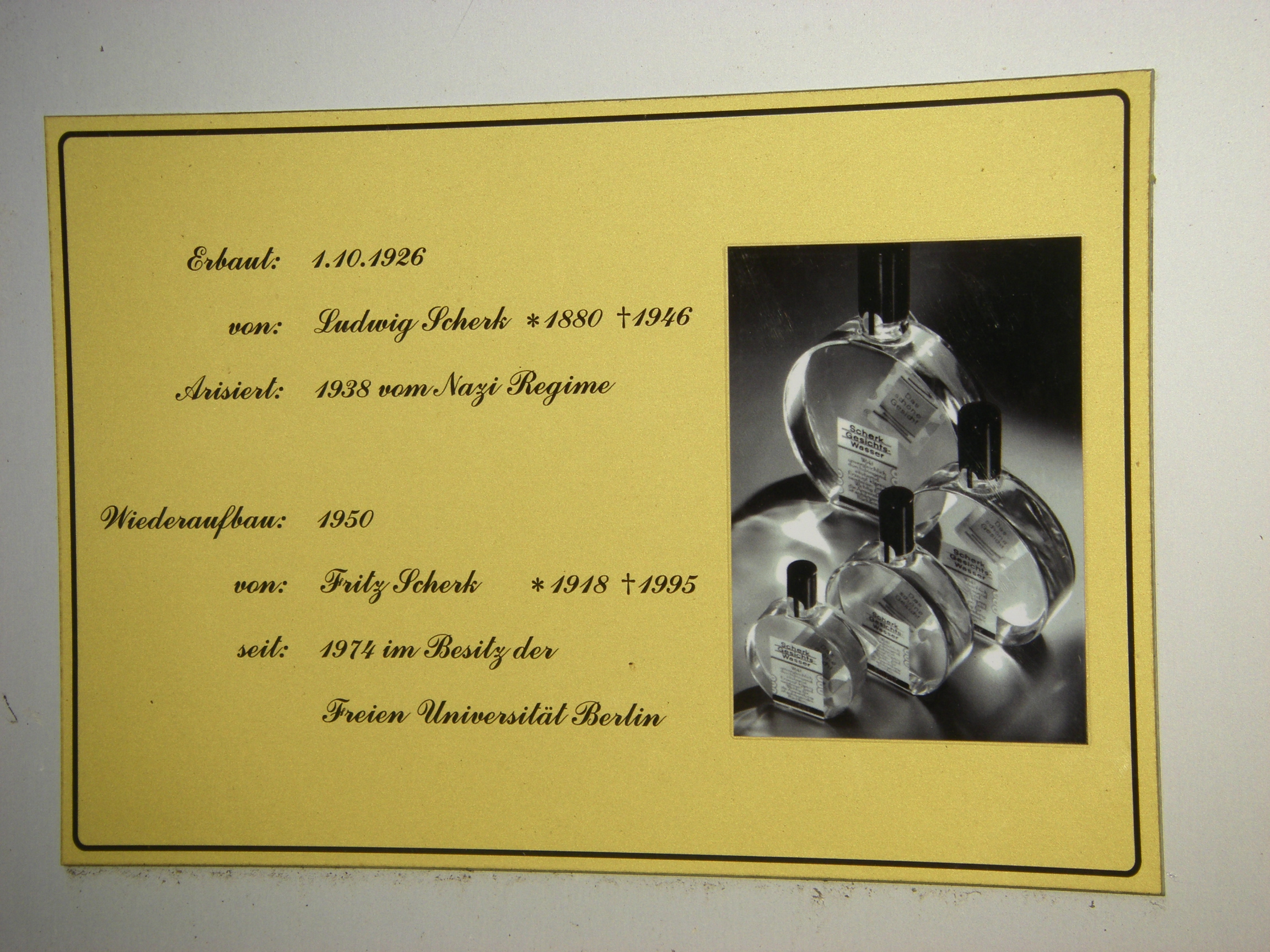
Informationstafel vor dem ehemaligen Fabrikgebäude (2011)

Auftraggeber war der Industrielle Ludwig Scherk, der seit 1906 in Berlin einen Vertrieb für Kosmetikprodukte innehatte. 1938 wurde das Unternehmen und damit auch das Gebäude im Zuge der „Arisierung“ an die Schering AG verkauft. Im Juli 1942 wurde auf dem Fabrikgelände ein Lager für ausländische Zwangsarbeiter errichtet. 1951 wurde das Fabrikgebäude nach Kriegszerstörung instand gesetzt.
Seit dem 26. September 2006 erinnert eine Gedenktafel an die durch das NS-Regime enteignete Unternehmerfamilie Scherk.

## Nutzung
Das Gebäude war ursprünglich dazu bestimmt, die Parfümfabrik Scherk aufzunehmen. Dort wurden hochwertige Artikel, etwa die Mystikum-Reihe, bestehend aus Parfüm und Puder sowie die Rauchverzehreressenz Platina hergestellt. In ganz Berlin beschäftigte Scherk etwa 400 Mitarbeiter.
Die Produktion in Berlin endete, als 1969 das Unternehmen an den US-Konzern Alberto-Culver verkauft und die Produktion nach Braunschweig verlegt wurde. Fritz Scherk, der Sohn des 1946 im Londoner Exil verstorbenen Unternehmensgründers, vermietete das Gebäude zunächst an die Freie Universität Berlin und verkaufte es ihr 1974. Seitdem dient es als Institutsgebäude.